# Wood/water
Wood/water — последний студийный альбом американской эмо-группы The Promise Ring, вышел в 2002 году на лейбле ANTI-.

## Об альбоме
Стиль музыки этого альбома сильно отличается от предыдущих работы группы. Многим старым фанатам не понравилось звучание, когда другие наоборот поняли, что альбом является тем, к чему группа шла всё своё время. Хоть это и не была их самая популярная работа, альбом содержит такие успешные песни, как «Stop Playing Guitar» и "Say Goodbye Good, " играющая в титрах фильма Все настоящие девушки.
Альбом был выпущен в двух вариантах — на CD и на виниле, содержащем в себе одну бонусную песню «All Good Souls». Также на виниле был немного другой порядок расположения песен.

## Список композиций

### CD
1. «Size Of Your Life» — 3:09
2. «Stop Playing Guitar» — 5:05
3. «Suffer Never» — 4:10
4. «Become One Anything One Time» — 4:19
5. «Wake Up April» — 5:07
6. «Get On The Floor» — 4:07
7. «Half Year Sun» — 5:40
8. «My Life Is At Home» — 4:16
9. «Letters to the Far Reaches» — 2:29
10. «Bread and Coffee» — 3:53
11. «Say Goodbye Good» — 6:37
12. «Feed the Night» — 3:04

### Винил
1. «Size Of Your Life» — 3:09
2. «Stop Playing Guitar» — 5:05
3. «Suffer Never» — 4:10
4. «Letters to the Far Reaches» — 2:29
5. «Become One Anything One Time» — 4:19
6. «Wake Up April» — 5:07
7. «Get On The Floor» — 4:07
8. «My Life Is At Home» — 4:16
9. «Half Year Sun» — 5:40
10. «Bread and Coffee» — 3:53
11. «All Good Souls» — 3:47
12. «Say Goodbye Good» — 6:37
13. «Feed the Night» — 3:04

## Принимали участие в записи
- Дейви вон Болем — гитара, вокал
- Джейсон Гневиков — гитара
- Скотт Шоинбек — бас-гитара
- Дэн Дидиер — барабаны
- Райан Вебер — пианино.